# PARADISE LOST (アルバム)
『PARADISE LOST』（パラダイスロスト）はART-SCHOOLの3作目となるオリジナル・アルバムである。2005年10月19日発売。

## 概要
ポニーキャニオン移籍後初のフル・アルバム。エンジニアにトニー・ドゥーガン、デイヴ・フリッドマンなどを起用し、グラスゴーでレコーディングし、ニューヨークでマスタリングを行った。

## 参加アーティスト
- ACO
- バリー・バーンズ--モグワイ
- エマ・ポロック--デルガドス

## 収録曲
1. Waltz
2. BLACK SUNSHINE
  - PVにはマメ山田が出演。
3. ダニー・ボーイ
4. Forget the swan
  - Dinosaur Jrの曲「Forget the swan」がタイトルの由来。
5. クロエ
  - 「スカーレット」、「Missing」収録の物とはミックスが異なる。
6. あと10秒で
  - 同名のミニアルバム「あと10秒で」収録の物とはミックスが異なる。
7. 欲望
8. 刺青
  - 「LOST IN THE AIR」、「Missing」収録の物とはミックスが異なる。
9. LOVE LETTER BOX
10. PERFECT KISS
11. PARADISE LOST
12. 僕が君だったら
13. 影
14. 天使が見た夢

## ボーナスディスク
1. Waltz Dave Fridmann mix
2. LOST IN THE AIR Tony Doogan mix